# Interstate PR-1
Puerto Rico Highway 1 (kurz PR-1) ist eine Fernstraße (Interstate) auf Puerto Rico, die die Städte Ponce im Süden und San Juan im Norden verbindet. Die Straße verläuft zunächst entlang der Südküste in östlicher Richtung bis Salinas und führt von dort aus durch die Cordillera Central über Cayey und Caguas nach San Juan.

## Streckenverlauf
Die PR-1 beginnt in Ponce und endet in San Juan. Die Strecke verläuft über wichtige Orte wie Salinas, Cayey und Caguas. Abschnitte der Straße sind zweispurig und ungeteilt, insbesondere im ländlichen Bereich. In städtischen Abschnitten wie Ponce und Caguas ist sie teilweise mehrspurig und ausgebaut.
Die Straße verläuft annähernd parallel zur Autopista PR-52, welche heute die Hauptverbindung zwischen Ponce und San Juan darstellt. Vor dem Bau der PR-52 war die PR-1 die wichtigste Verbindung zwischen beiden Städten.

## Geschichte
Die PR-1 basiert teilweise auf der historischen Carretera Central, deren Bau unter dem spanischen Gouverneur Miguel de la Torre im 19. Jahrhundert begann. Diese Straße wurde 1887 fertiggestellt und diente zunächst militärischen Zwecken. Die moderne PR-1 wurde offiziell am 10. März 1907 eröffnet.

## Beschilderung
Die Richtungsschilder entlang der PR-1 wechseln je nach Abschnitt: Von Ponce bis Salinas ist sie als „PR-1 East“ ausgeschildert, ab Salinas in Richtung San Juan als „PR-1 North“. In Gegenrichtung heißen die Abschnitte entsprechend „PR-1 South“ und „PR-1 West“.